# Sirih Sekapur
Sirih Sekapur is een bestuurslaag in het regentschap Bungo van de provincie Jambi, Indonesië. Sirih Sekapur telt 4101 inwoners (volkstelling 2010).